# 쓰다야마역
쓰다야마역(일본어: 津田山駅, つだやまえき)은 일본 가나가와현 가와사키시 다카쓰구에 있는 동일본 여객철도 (JR 동일본) 난부 선의 철도역이다.

## 역 구조
- 섬식 승강장 1면 2선의 지상역.
- 다치카와 쪽에 역사가 있으며, 승강장과 과선교로 연결되고 있다.

### 타는 곳
| 1 | ■ 난부 선 | 무사시미조노쿠치, 무사시코스기, 가와사키 방면 |
| 2 | ■ 난부 선 | 노보리토, 후추혼마치, 다치카와 방면           |

## 이용 상황
2008년도의 1일 평균 승차 인원수는 3,693명이었다.
- 난부 선 가와사키역 - 다치카와역 구간의 역으로서는 가장 적다.
- 역세권에는 무덤원, 녹지공원인 미도리가오카 묘원이 있어, 피안이나 꽃놀이의 시기에는 이용자가 늘어난다.

## 역사
- 1941년 2월 5일 - 난부 철도 무사시미조노쿠치역 - 구지매화나무 숲 정류소(현재는 구지 역) 간의 일본 흄관 앞 정류소(일본어: 日本ヒューム管前停留所, にほんヒュームかんまえていりゅうじょ)로서 개업.
- 1943년 4월 9일 - 역에 승격.
- 1944년 4월 1일 - 난부 철도의 국유화에 의해 일본국유철도 난부 선의 쓰다야마역이 된다.
- 1987년 4월 1일 - 국철 분할 민영화에 의해 동일본 여객철도의 역이 된다.

## 인접한 역
| 동일본 여객철도 난부 선              | 동일본 여객철도 난부 선 | 동일본 여객철도 난부 선  |
| ------------------------------------ | ----------------------- | ------------------------ |
| JN 10 무사시미조노쿠치 가와사키 방면 | 난부 선                 | JN 12 구지 다치카와 방면 |